# Acanthemblemaria rivasi
Acanthemblemaria rivasi är en fiskart som beskrevs av Stephens, 1970. Acanthemblemaria rivasi ingår i släktet Acanthemblemaria och familjen Chaenopsidae. Inga underarter finns listade i Catalogue of Life.